# Mittelberg bei Hofgeismar
Mittelberg bei Hofgeismar este o arie protejată (arie specială de conservare — SAC, sit de importanță comunitară — SCI) din Germania întinsă pe o suprafață de 41,54 ha, integral pe uscat.

## Localizare
Centrul sitului Mittelberg bei Hofgeismar este situat la coordonatele 51°29′10″N 9°21′16″E / 51.4861°N 9.3544°E.

## Înființare
Situl Mittelberg bei Hofgeismar a fost declarat sit de importanță comunitară în aprilie 1999 pentru a proteja 4 specii de animale. Situl a fost protejat și ca arie specială de conservare în martie 2008.

## Biodiversitate
Situată în ecoregiunea continentală, aria protejată conține 2 habitate naturale: Pajiști carstice calcaroase sau bazofile, de Alysso-Sedion albi, Pajiști uscate seminaturale și facies de acoperire cu tufișuri pe substraturi calcaroase (Festuco-Brometalia) (* situri importante pentru orhidee).
La baza desemnării sitului se află mai multe specii protejate de  păsări (4): ciocârlie-de-câmp (Alauda arvensis), erete cenușiu (Circus pygargus), prepeliță (Coturnix coturnix), sfrâncioc roșiatic (Lanius collurio).
Pe lângă speciile protejate, pe teritoriul sitului au mai fost identificate 15 specii de plante, 8 specii de nevertebrate, 1 specie de reptile.